# Eupodophis
Eupodophis descouensi
Genre
Espèce
Eupodophis est un genre éteint de serpents du début du Crétacé supérieur (Cénomanien), découvert au Liban. 
Une seule espèce est rattachée au genre : Eupodophis descouensi, décrite par Rage & Escuillié en 2000.

## Description
Eupodophis descouensi a la particularité de posséder deux petites pattes arrière et est, de ce fait, considéré comme une forme de transition entre les lézards et les serpents du Crétacé. Ces membres vestigiaux étaient probablement inutiles à Eupodophis ou bien ne servaient que pour l'accouplement.

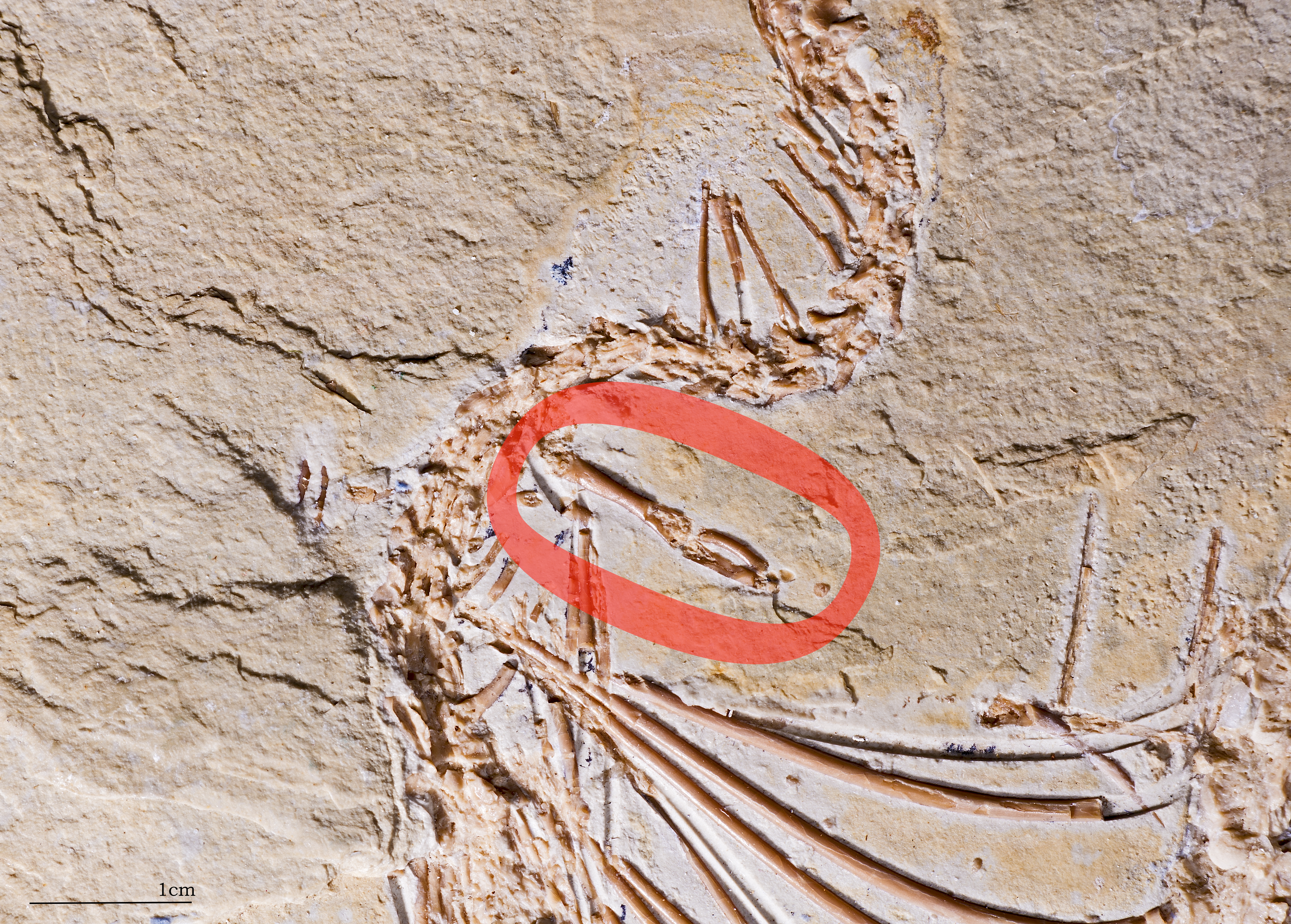
Patte postérieure vestigiale.
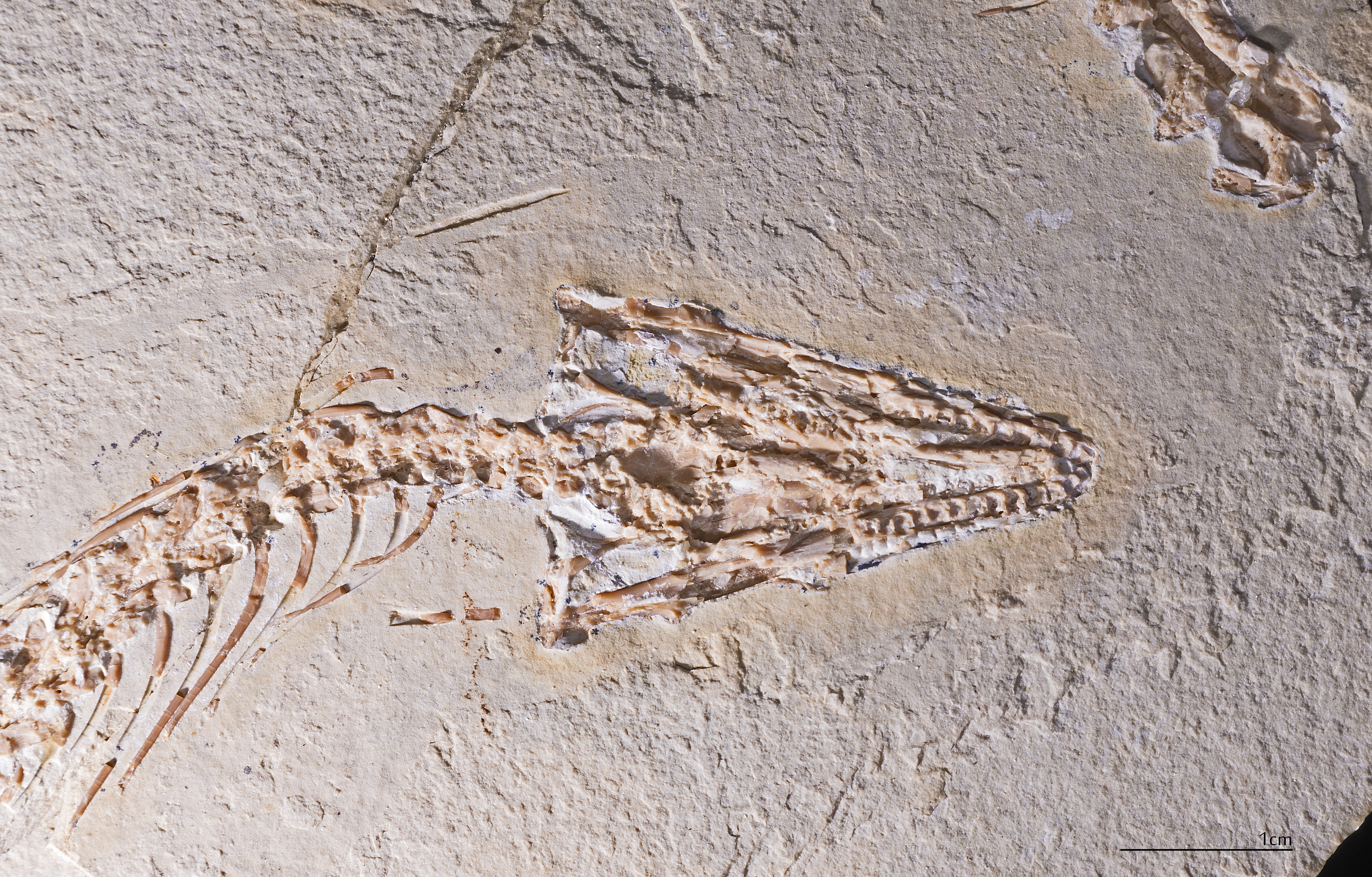
Crâne.

## Stratigraphie
L'espèce a été trouvée dans le Cénomanien d'El Nammoura au Liban. L'holotype est conservé au Musée mim de Beyrouth, au Liban, dans la section Paléontologie.

## Systématique
Le genre et l'espèce ont été décrits par les naturalistes français, Jean-Claude Rage et François Escuillié en 2000. Elle est dédiée au naturaliste français Didier Descouens.

## Publication originale
- Rage & Escuillié, 2000 : Un nouveau serpent bipède du Cénomanien (Crétacé), Implications phylétiques. Comptes Rendus de l'Académie des Sciences, sér. IIA - Earth and Planetary Science, vol. 330, p. 513–520 (introduction)